# Ezekiel Mphahlele
Es'kia Mphahlele (nacido el 17 de diciembre de 1919 - fallecido el 27 de octubre del 2008) fue un escritor, académico, activista y humanista sudafricano. Llamado Ezekiel al nacer, cambió su nombre a Es'kia en 1977.

## Biografía
El primer libro de Mphahlele de relatos cortos, Man Must Live, fue publicado en 1947. Prohibido para su uso educativo por el apartheid en 1951, Mphahlele realizó diversos trabajos antes de desempeñarse como maestro en el Protectorado Británico de Basutolandia. A su regreso a Sudáfrica, Mphahlele consiguió empleo como periodista en la revista Drum, bajo el mando de los editores Anthony Sampson y luego Sylvester Stein, mientras estudiaba por correspondencia para un posgrado en UNISA (Universidad de Sudáfrica).
Durante la década de 1950 Mphahlele aumentó su acción política, y se unió al Congreso Nacional Africano (CNA) en 1955. Desilusionado con el acercamiento del CNA a los problemas de la educación, más tarde se desafilia de esta organización. En 1957, le fue ofrecido a Mphahlele un trabajo educando en la escuela Church Mission Society en Lagos, Nigeria. En un comienzo no se le permitió viajar por sus actividades políticas, pero en septiembre de 1957 el gobierno de Sudáfrica le otorgó el pasaporte.
Mphahlele pasó los siguientes veinte años en el exilio: primero en Nigeria, y luego en Kenia, donde fue director del Centro Cultural Chemchemi; Zambia; Francia y los Estados Unidos, donde le fue otorgado un doctorado en la Universidad de Denver y enseñó en la Universidad de Pensilvania. Mphahlele regresó a Sudáfrica en 1977 y se unió al cuerpo de profesores de la Universidad de Witwatersrand.

### No ficción
- The African Image (1962)

### Novelas
- The Wanderers (1969)
- Chirundu (1979)
- Father Come Home (1984)

### Autobiografía
- Down Second Avenue (1959)
- Afrika My Music (1984)

### Historias cortas
- "The Living and the Dead"
- "He and the Cat"
- "The Barber of Bariga"
- "A Ballad of Oyo"
- "A Point of Identity"
- "Grieg on a Stolen Piano"
- "In Corner B"
- "Mrs. Plum"
- "Down the Quiet Street"
- "The Coffee-Cart Girl"